# Zuchenberg
Zuchenberg ist ein Ortsteil der Stadt Angermünde im Landkreis Uckermark in Brandenburg.

## Lage
Der Ort liegt südwestlich der Kernstadt Angermünde. Nördlich verläuft die Kreisstraße 7346, an der der Angermünder Wohnplatz Gehegemühle liegt. Nördlich hiervor befindet sich der rund 330 ha große Wolletzsee. Westlich befindet sich mit dem Louisenhof ein weiterer Wohnplatz der Stadt, südwestlich mit der Albrechtshöhe und Luisenfelde zwei Wohnplätze der Gemeinde Ziethen. Südlich der Wohnbebauung liegen der Kleine und Große Plunzsee.

## Geschichte
Der Ortsteil entstand im Jahr 1841 durch die Abholzung des Stadtforstes, der sich zu einer früheren Zeit von der Stadtgrenze bis an den Wolletzsee und den Grumsiner Forst/Redernswalde erstreckte. Auf der Fläche entstand ein Heidevorwerk, das ab 1861 als Zuchenberg bezeichnet wurde. Dietrich Zühlke kann sich in seinem Werk Um Eberswalde, Chorin und den Werbellin-See: Ergebnisse der heimatkundlichen Bestandsaufnahme in den Gebieten Joachimsthal, Gross Ziethen, Eberswalde und Hohenfinow vorstellen, dass der Name vom slawischen such ableiten lässt, was so viel wie trocken bedeutet. Im Ort lebten zu dieser Zeit 55 Personen; es gab zwei Wohn- und sechs Wirtschaftsgebäude.
Im Jahr 1912 wurde ein Schulhaus eingeweiht. Von 1931 bis 1939 gehörte Zuchenberg bereits als Stadtgut zu Angermünde, wurde aber erst 2003 im Zuge einer Gemeindegebietsreform zu einem Ortsteil.

## Sehenswürdigkeiten
- Grumsiner Forst/Redernswalde